# Fritz Brosin
Fritz Brosin (vollständiger Name: Carl Oscar Friedrich Brosin; * 13. März 1858 in Wehdem; † 27. Mai 1900 am „Wilden Kopf“ unweit von Bad Schandau) war ein deutscher Frauenarzt und Geburtshelfer. Er wird zu den Pionieren bei der Erschließung des Klettergebiets Sächsische Schweiz gezählt und ist der Begründer des Klettersports im Nördlichen Frankenjura. Der Nördliche Frankenjura gehört zur Fränkischen Schweiz.

## Leben
Fritz Brosin war das jüngste von vier Kindern des aus Ilfeld stammenden Wehdmer Arztes Heinrich Friedrich August Brosin (1817–1883) und seiner Ehefrau Agnes Pauline „Martha“ (1824–1858), geborene Weidner. Seine Mutter starb im 34. Lebensjahr am 13. März 1858 an Kindbettfieber. Seine älteste Schwester war die spätere Schriftstellerin Marie Brosin (1850–1939). Er war mit Edith Brosin, geborene Osterloh (1878–1922), aus Dresden verheiratet. Nach seinem Tod wurde die junge Witwe Edith Brosin mit Anfang 20 Jahren Schauspielerin und übernahm Rollen unter dem Künstlernamen „Eva Brandt“ an Theatern in Dresden, Flensburg, Sondershausen, Thorn und in Berlin am „Theater am Nollendorfplatz“, bis sie 1914 die erste Ehefrau des Arztes, Dichters und Essayisten Gottfried Benn wurde.
Brosins Schwiegervater war der Dresdner Frauenarzt Paul Rudolph Osterloh (1849–1918) und seine Schwiegermutter war die Bankierstochter und Dichterin Adele Minna Osterloh, geborene Günther (1857–1946).

### Bildung
Vom „alten Kantor“ in Wehdem erhielt Brosin seinen ersten Unterricht und er erweiterte seine Grundschulkenntnisse durch Privatunterricht, an dem er bei einem Hauslehrer einer mit seinem Vater befreundeten Familie teilnehmen konnte. Zusätzlich gab ihm seine älteste Schwester Marie Nachhilfestunden. Im Ergebnis des privaten Bildungsgangs wurde Brosin in die damalige erste Klasse des Gymnasiums, die „Sexta“, aufgenommen, um seinen Berufswunsch „Doktor“ verwirklichen zu können. Er besuchte das Gymnasium in Mühlhausen, wo er bei einer Verwandten wohnte.
Zu Ostern 1877 legte er die Reifeprüfung (Abitur) am städtischen Gymnasium in Mühlhausen in Thüringen ab. Er immatrikulierte sich an der Universität Göttingen für das Medizinstudium. Brosins akademische Lehrer an der Georg-August-Universität in Göttingen waren: Karl Boedeker, Ernst Ehlers, Jacob Henle, Georg Meissner und Theodor Husemann. Nachdem Brosin am 3. März 1879 die ärztliche Vorprüfung, das Tentamen physicum, in Göttingen abgelegt hatte, wechselte er im selben Jahr als Studierender der Medizin an Ausbildungsstätten Berlins, an die Königliche medizinisch-chirurgische Militärakademie, die später in Kaiser-Wilhelms-Akademie umbenannt wurde, und an die Friedrich-Wilhelms-Universität zu Berlin. Hier besuchte er Vorlesungen, Kurse und Kliniken insbesondere von Heinrich Adolf von Bardeleben, Friedrich Theodor Frerichs, Gustav Theodor Fritsch, Ernst Julius Gurlt, Adolf Ludwig Sigismund Gusserow, dem Lehrstuhlinhaber für Geburtshilfe an der Berliner Universität, Eduard Heinrich Henoch, dem Direktor der Klinik und Poliklinik für Kinderkrankheiten der Charité, August Hirsch, Bernhard von Langenbeck, Rudolf Leuthold, Ernst Viktor von Leyden, Oscar Liebreich, Carl Liman, Karl Schweigger, Karl Schroeder, Karl Friedrich Skrzeczka, Ferdinand Trautmann und des Pathologen Rudolf Virchow sowie des Psychiaters Carl Westphal, denen er am Schluss seiner Doktorarbeit dankte.

### Militärzeit
Brosin gehörte der „Kaiser-Wilhelms-Akademie für das militärärztliche Bildungswesen“ vom 9. März 1879 bis zum 15. März 1881 an. Nach dem Medizinstudium, der Promotion am 9. März 1881 und der Beförderung zum Assistenzarzt setzte er zunächst seine Laufbahn als Militärarzt am 22. Juli 1883 fort. Somit wurde er im Sanitätsoffizierskorps Hilfsarzt, der nicht nur Soldaten, sondern auch ihre Familien zu behandeln hatte. Den aktiven Dienst im preußischen Infanterie-Regiment Nr. 22 in Rastatt/Baden als „Assistenzarzt II. Klasse“, Vergleichsrang: Leutnant, beendete er am 24. Februar 1883.
Der sechsmonatigen Militärdienstpflicht für Abiturienten war Brosin vor Aufnahme des Studiums im „2. Hessischen Infanterie-Regiment Nr. 82“ in Hannover nachgekommen.

### Assistenzarzt
Die Assistenzzeit als ziviler Arzt verbrachte der promovierte Mediziner in Halle an der Saale. Im Archiv für Psychiatrie und Nervenkrankheiten publizierte er 1886 zusammen mit dem Honorarprofessor der Universität Halle Bernhard Küssner (1852–1892) den Beitrag Myelitis acuta disseminata. Sein Arbeitsplatz als Assistenzarzt in Halle (Saale) war das Pathologische Institut der Universität. In der Überbrückungszeit zwischen seiner ärztlichen Tätigkeit in Halle und künftigen in Berlin unternahm Brosin 1887 eine Schiffsreise nach Brasilien auf einem Passagierdampfer der Hamburg-Südamerikanischen Dampfschiffahrts-Gesellschaft (HSDG) und er arbeitete auf dem Dampfer Valparaiso der HSDG als Schiffsarzt. Seine Reiseerinnerungen wurden in der Sonntagsbeilage der Saale-Zeitung, Verlagsort Halle an der Saale, von Mitte September bis Ende Oktober 1887 veröffentlicht.
Brosin arbeitete danach zunächst als praktischer Arzt an der Universitätsfrauenklinik der Charité in Berlin unter ihrem Direktor Robert Olshausen. Zu dieser Zeit wurde seine Untersuchung Über die Schwarze Haarzunge veröffentlicht. Der Dresdner Pathologe Friedrich Neelsen überließ F. Brosin für seine Forschungen „schwarze Zungen“ aus der Sammlung des Pathologischen Instituts der dortigen Universität. Der außerordentliche Professor an der Universität Halle und zugleich praktische Arzt in der Saalestadt Alfred Genzmer stellte „chirurgische Notizen über den Verlauf“ der Krankheit Schwarze Haarzunge für die Abhandlung zur Verfügung.

### Facharzt in Dresden
Um 1890 ließ sich Brosin als praktischer Arzt für Frauenheilkunde in Dresden-Neustadt in der Straße An der Dreikönigskirche nieder und führte dort eine gesonderte Sprechstunde für „Unbemittelte“ ein ebenso – wie sein jüdischer „Freund und Arzt“, der Dresdner Dermatologe Eugen Galewsky (1864–1935). Danach versorgte er seine Patienten in der Nieritzstraße 11.
Seine Arztpraxis hatte er zuletzt, seit dem 1. Oktober 1898, in der Carolinenstraße 1. Auch hier in seiner Frauenklinik nahe dem Albertplatz berücksichtigte Brosin Unbemittelte und gewährte Armen freie Behandlung.
Er befasste sich in Dresden u. a. mit den gesundheitsschädlichen Auswirkungen des Tragens eines Korsetts und belegte seine fachärztlichen Ausführungen mit der Beschreibung von Krankheitsfällen unter seinen Patientinnen.
In seiner Freizeit widmete er sich dem Klettern und Wandern im Gebirge. Seine Freude am Wandern zeigte Brosin bereits als Jugendlicher, z. B. in den Schulferien. Als Gymnasiast legte er von der thüringischen Stadt Mühlhausen „den ganzen Weg zu Fuß“ nach Wehdem zurück. Gelegentlich nahm auch seine Ehefrau an den touristischen Ausflügen in die Sächsische Schweiz teil, beispielsweise 1899 zum Falkenstein. Ihr Vater war Mitbegründer der Sektion Dresden des Deutschen und Österreichischen Alpenvereins (DuÖAV) im Jahre 1873. Der praktische Arzt „Dr. med. Brosin, C. Osc. F.“ wurde 1898 Mitglied der Sektion Dresden.

### Absturz
Sein Hobby wurde ihm bei der Tour im Frühjahr 1900 zum Verhängnis: Der geübte Kletterer stürzte bei dem Versuch den Wilden Kopf erstzubesteigen in den Affensteinen im Elbsandsteingebirge ab. In den Mitteilungen des Deutschen und Österreichischen Alpenvereins (DuÖAV) hieß es dazu: Dr. Brosin, angeblich ein geübter Tourist, wollte diese als Kletterschule bekannten und benutzten Felsen allein und ohne Seilsicherung überklettern; er stürzte ab und wurde andern Tags tot aufgefunden.
Es war der Himmelfahrtstag zur Jahrhundertwende, als der Arzt Brosin in seinem zweiten Ehejahr den Tod am „Rokokofelsen“ fand. Brosins Bergfreund und Berufskollege Richard Flachs (1863–1947), der ebenfalls wie Brosin Mitglied des Deutschen und Österreichischen Alpenvereins, Sektion Dresden, war, kannte das Ziel des Ausfluges: „einen bisher noch nicht erstiegenen Ausläufer der so genannten Affensteine (Schrammsteingebiet, Seite nach dem Wasserfall) zu erforschen.“ Er barg den Toten „mit Hilfe einiger herbeigeholter Männer“. Richard Flachs, Arzt für Kinderheilkunde, gehörte seit 1889 zugleich dem Gebirgsverein für die Sächsische Schweiz an und präzisierte die Nachricht über die Verunglückung Brosins, die in der Tagespresse und im Organ des Gebirgsvereins Ueber Berg und Thal zeitnah erschien, so: „Beim Klettern ist Herr Dr. Brosin auf einen Felsvorsprung gelangt, von dem er abgeglitten ist. Der Sturz erfolgte auf eine darunter befindliche Felsplatte und ist sofort tödlich gewesen.“

### Ruhestätte: Johannisfriedhof in Dresden
Seine letzte Ruhe fand der Verunglückte, der Christ evangelischer Konfession war, auf dem Johannisfriedhof im östlich gelegenen Stadtteil Tolkewitz am 30. Mai 1900. Sein Grab wurde auf der Begräbnisstelle der Familie Osterloh aus Dresden errichtet. Zu jener Zeit gab es für den Johannisfriedhof einen „Totenbettmeister“ und einen Diakon, der das Katecheten-Amt ausübte, sowie einen Pförtner, der zugleich Friedhofsaufseher war.
Brosins seit dem 1. Oktober 1898 in der Dresdner Antonstadt bestehende private Klinik übernahm der Spezialarzt für Frauenkrankheiten und Geburtshilfe W. Otto Kaiser.

## Brosinnadel in der Sächsischen Schweiz
Eine nach ihm benannte Felsnadel in der Sächsischen Schweiz bestieg Brosin als Vorsteiger am 21. Juli 1899 zusammen mit den Bergsteigern Heinrich Wenzel (1850–1910), Robert Püschner (1862–1908) und Friedrich (Fritz) Gerbing (1855–1927). Die Brosinnadel befindet sich an der nördlichen Spitze der Affensteine und ist ein schlanker, markanter Kletterfelsen in der Gemarkung Ostrau. Während Brosin seit 1898 der Sektion Dresden des Deutschen und Österreichischen Alpenvereins (DuÖAV) angehörte, waren seine drei Bergsteigerkameraden aus der Böhmischen Schweiz in der Sektion Prag dieses Vereins organisiert.
Die Felsnadel trug bereits zu Lebzeiten Brosins „in den Kreisen der Verehrer des Klettersports“ den Namen Brosinnadel, erwähnte der Vorsitzende (1886–1903) des Gebirgsvereins für die Sächsische Schweiz, Oscar Lehmann (1847–1926) in einer Mitteilung. Schließlich wies Lehmann darauf hin, dass Brosin auch Mitglied im Gebirgsverein für die Sächsische Schweiz werden wollte und über die Aufnahme am 29. Mai 1900 abgestimmt werden sollte, jedoch es nicht mehr wegen dessen Todes dazu kam.
Einer der Alleingänger der Brosinnadel in der Sächsischen Schweiz, Albert Kunze (1879–1969), „Essenkunze“ genannt, berichtete rückblickend in den Mitteilungen des Sächsischen Bergsteigerbundes e. V. (SBB) im November 1919, dass er im Sommer 1902 zusammen mit seinem Freund Oliver Perry-Smith hinter einer (Fels-)Leiste bei der Besteigung zum Domgipfel „eine Flasche mit den Karten von Dr. O. Schuster und Dr. F. Brosin“ fand und schlussfolgerte, dass „diese Erschließer unserer schönen Bergeswelt … die Besteigung der Esse nur von der Lammseite für möglich gehalten und vergebens versucht (hatten).“ Der Klettergefährte Oscar Schuster (1873–1917) war wie Brosin Arzt von Beruf. Die Erstbesteigung der „Lokomotive Esse V“ gilt als Beginn der Wandkletterei in der Sächsischen Schweiz.

## Brosinnadel im nördlichen Frankenjura
Zuvor hatte Fritz Brosin 1890, als er in Dresden ansässig war, im Nördlichen Frankenjura im Lehenhammertal eine Felsnadel erklommen, die ihm, als Begründer des dortigen Klettersports zu Ehren, Brosinnadel genannt wurde. Eine Postkarte mit der Beschriftung „Brosinnadel (Seitenansicht)“ wurde mit der Bildunterschrift „Gruss aus Öde, Lehental-Hartmanshof“ im ersten Jahrzehnt des 20. Jahrhunderts gedruckt und auf der Rückseite von der Druckerei mit dem Datum „24.9. (19)10“ und den Initialen „A. L.“ versehen.

## Publikationen
- Über den Wundstarrkrampf. Inaugural-Dissertation … zur Erlangung der Doctorwürde in der Medicin und Chirurgie mit Zustimmung der Medicinischen Facultät der Friedrich-Wilhelms-Universität zu Berlin …, 9. März 1881.
- Über die schwarze Haarzunge, Dermatologische Studien, Hamburg/Leipzig 1888; DNB 102665273.
- Ein Ideal der Frauenwelt. Beiträge zur Bekleidungsfrage. 2. verb. u. verm. Auflage. Dresden 1898.